# Grote Prijs Raf Jonckheere 1965
De 15e editie van de Belgische wielerwedstrijd Grote Prijs Raf Jonckheere werd verreden op 26 juli 1965. De start en finish vonden plaats in Westrozebeke. De winnaar was André Noyelle, gevolgd door Georges Decraeye en Leon Gevaert.

## Uitslag
| Grote Prijs Raf Jonckheere 1965 |                  |                     |      |
| Plaats                          | Naam             | Ploeg               | Tijd |
| Winnaar                         | André Noyelle    | Dr. Mann            |      |
| 2                               | Georges Decraeye | Wiel's-Groene Leeuw |      |
| 3                               | Leon Gevaert     | Flandria-Roméo      |      |

1951 · 1952 · 1953 · 1954 · 1955 · 1956 · 1957 · 1958 · 1959 · 1960 · 1961 · 1962 · 1963 · 1964 · 1965 · 1966 · 1967 · 1968 · 1969 · 1970 · 1971 · 1972 · 1973 · 1974 · 1975 · 1976 · 1977 · 1978 · 1979 · 1980 · 1981 · 1982 · 1983 · 1984 · 1985 · 1986 · 1987 · 1988 · 1989 · 1990 · 1991 · 1992 · 1993 · 1994 · 1995 · 1996 · 1997 · 1998 · 1999 · 2000 · 2001 · 2002 · 2003 · 2004 · 2005 · 2006 · 2007 · 2008 · 2009 · 2010 · 2011 · 2012 · 2013 · 2014 · 2015 · 2016 · 2017 · 2018 · 2019 · 2020 · 2021 · 2022